# Нарукавная повязка

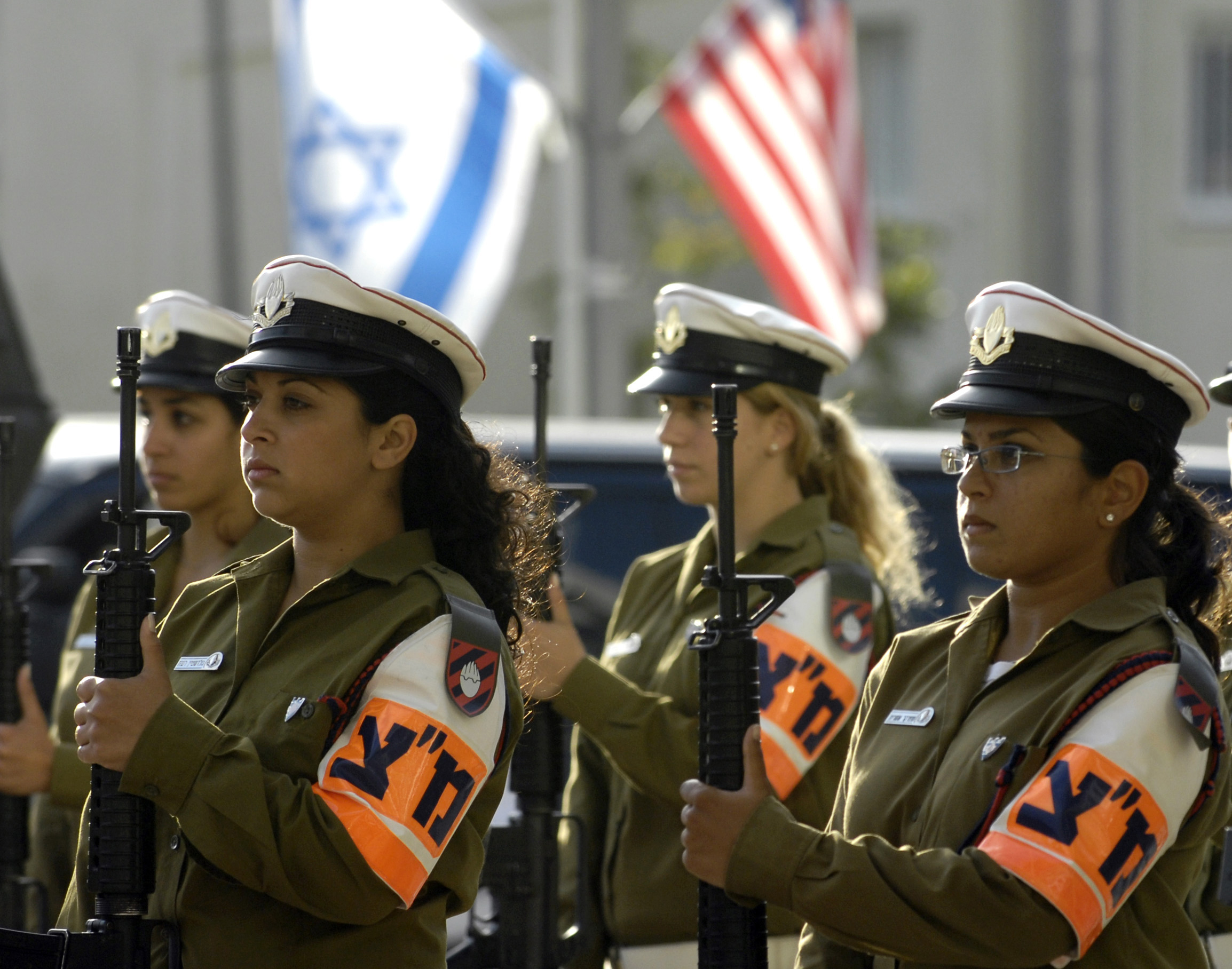
Израильские полицейские в почётном карауле в честь министра обороны США Роберта Гейтса в Тель-Авиве

Нарукавная повязка рейхсфюрера СС и обергруппенфюрера СА Генриха Гиммлера с тремя белыми полосами, использовалась до 1929—1930 годов

Нарукавная повязка — повязка на рукаве, играющая роль знака различия. Например, нарукавные повязки носят члены армейского патруля, санитары.
Повязки со свастикой (нем. Kampfbinde) носили члены НСДАП и ее военизированных формирований: охранных и штурмовых отрядов, лётного и механизированного корпуса, рабочей службы. В СС края повязки имели чёрную кайму, а в гитлерюгенде вместо «партийной» повязки со свастикой в белом круге, принятой в остальных нацистских организациях, носили «молодёжную» нарукавную повязку, в которой свастика была вписана в белый квадрат, а посредине повязки проходила белая полоса. Чёрные и зелёные нарукавные повязки с золотым «крестом святого Олафа» носили активисты и бойцы норвежских нацистских формирований: партии «Национальное единение» и её штурмовых отрядов «Хирд», а чёрные нарукавные повязки с белой свастикой — ополченцы из датской нацистской паравоенной организации «Стромафделингер» (дат. Stormafdelinger, штурмовые отряды). Повязки со свастикой разных фасонов (например, со свастикой в белом квадрате или щитке вместо белого круга) носили в национал-социалистических организациях фольксдойче. Также нацисты приказывали всем евреям носить повязки или нашивки со звездой Давида.
Благодаря простоте изготовления нарукавные повязки часто становятся импровизированным знаком различия в ситуациях, когда официальные знаки различия отсутствуют. Например, красные нарукавные повязки были знаком отличия членов революционных вооружённых формирований во время русских революций 1917 года (например, Красная гвардия). Белые нарукавные повязки вводились для советских граждан, поступавших на службу в вермахт (т. н. «хиви»), а также — для антипартизанских формирований (т. н. «белорукавники»).
Применяются нарукавные повязки и в спорте — так, капитан футбольной команды носит повязку и передаёт её другому игроку, если сам уходит с поля.